# Kleinfleckkatze

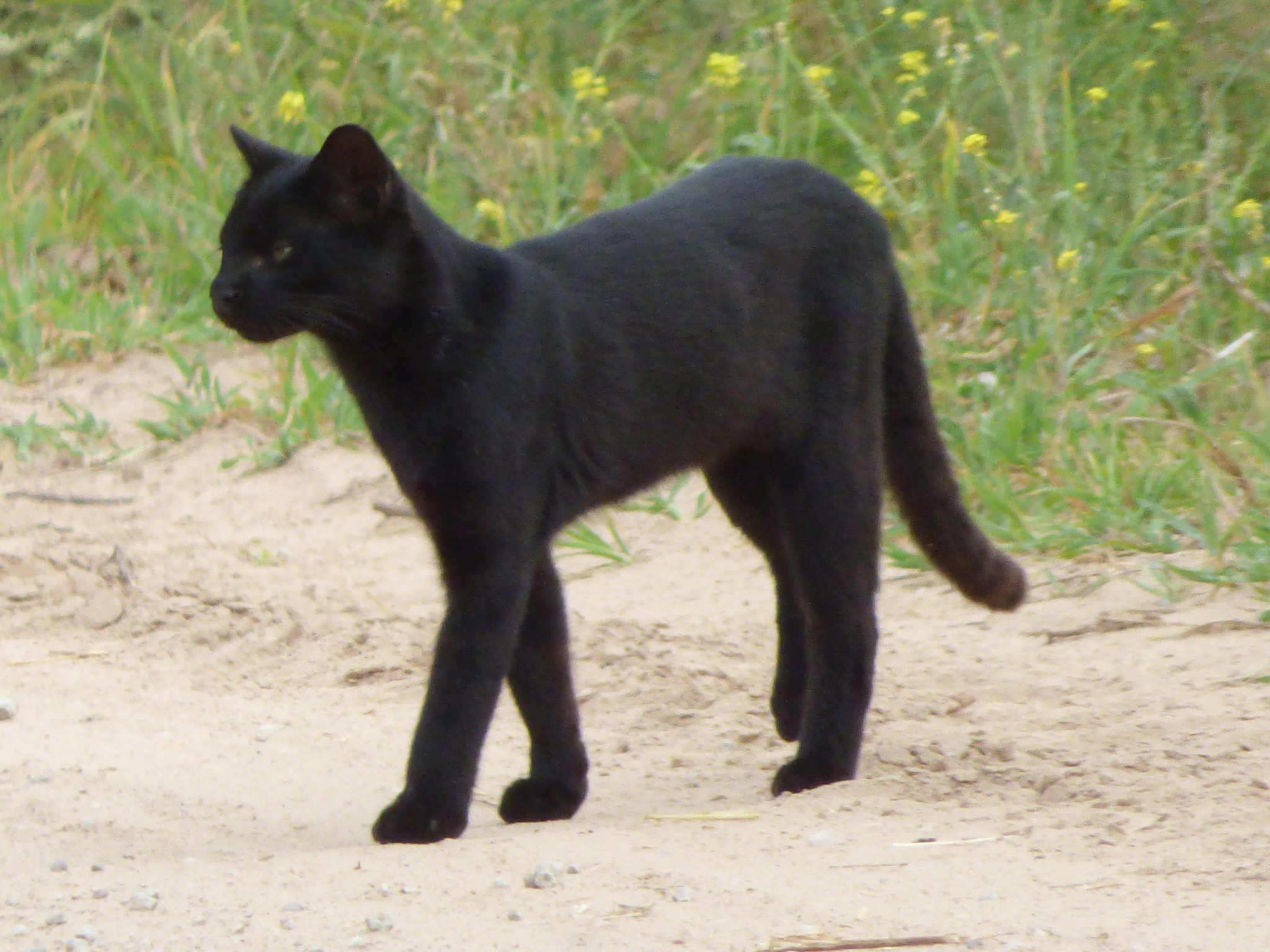
Schwärzling der Kleinfleckkatze

Die Kleinfleckkatze oder Salzkatze, selten auch Geoffroy-Katze (Leopardus geoffroyi oder Oncifelis geoffroyi, benannt nach dem französischen Zoologen Étienne Geoffroy Saint-Hilaire), ist eine südamerikanische Art innerhalb der Familie der Katzen (Felidae).

## Merkmale
In der Größe entspricht die Kleinfleckkatze einer großen, männlichen Hauskatze. Die Kopfrumpflänge beträgt 60 cm, hinzu kommen 30 cm Schwanz. Die Grundfarbe des Fells ist grau oder gelbbraun, wobei im Süden des Verbreitungsgebiets die grauen und im Norden die gelben Tiere vorkommen. Gezeichnet ist das Fell mit kleinen, schwarzen Flecken. Häufig kommt es zu Melanismus (Schwärzlinge).

## Lebensraum
Die Kleinfleckkatze lebt in der Südhälfte Südamerikas, von Bolivien und Südbrasilien südwärts bis Patagonien. Sie kommt nur östlich der Anden vor. Wälder sind ebenso ihr Lebensraum wie baumbestandenes Grasland.

## Lebensweise
Zur Beute zählen Hasen und Nagetiere. Da sie auch im Wasser nach Fischen jagt, wird sie in Südamerika auch als „Fischkatze“ bezeichnet (eine Benennung, die im deutschen Sprachgebrauch einer ganz anderen Katze vorbehalten ist, siehe Fischkatze). Die Kleinfleckkatze ist nachtaktiv und verschläft den Tag in den Bäumen.

## Taxonomie
Bezüglich des wissenschaftlichen Namens gibt es Unstimmigkeiten zwischen Leopardus geoffroyi oder Oncifelis geoffroyi. Zunächst wurde sie als Leopardus geoffroyi in die Verwandtschaft des Ozelots gerechnet, danach aber eher in die Gattung Oncifelis eingruppiert, zu der noch die Pampaskatze und die Chilenische Waldkatze gerechnet wurden. Wilson & Reeder (2005) führten schließlich die Gattungen Leopardus und Oncifelis zur Gattung der Pardelkatzen (Leopardus) zusammen.

## Bedrohung und Schutz

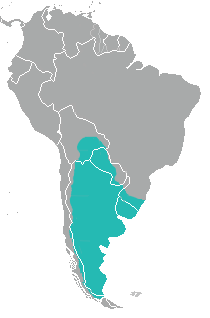
Verbreitungsgebiet der Kleinfleckkatze

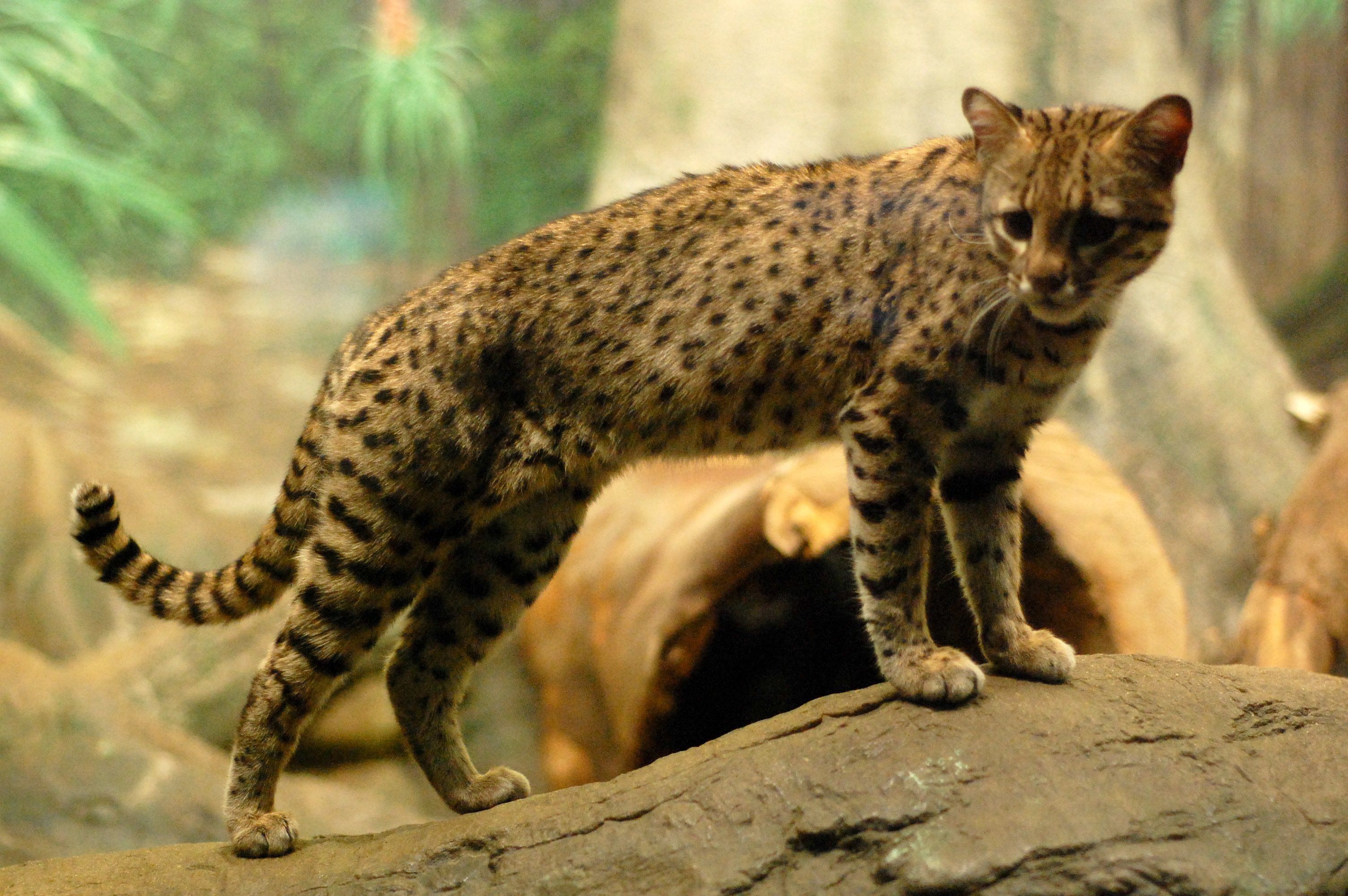
Kleinfleckkatze

Das Kleinfleckkatzenfell war lange Zeit in der Kürschnerei zur Herstellung von Pelzmänteln beliebt. Die Kleinfleckkatze ist seit 1992 im Washingtoner Artenschutz-Übereinkommen im Anhang A gelistet. Jeglicher Handel ist daher verboten. Dies schließt den Handel zwischen Privatpersonen und den Handel mit gebrauchten Produkten, die aus Kleinfleckkatzen hergestellt wurden, ein. 1991, also im Jahr vor Inkrafttreten dieser Schutzbestimmung, waren noch 5500 Tiere (das war ein Zehntel der seinerzeit bekannten Population) in den Tierhandel gebracht worden. Inzwischen ist ihr Bestand stabil und die IUCN schätzt ihn als ungefährdet (Least Concern) ein.

## Kreuzung mit Hauskatzen
Trotz unterschiedlicher Chromosomenzahl kann die Kleinfleckkatze mit der Hauskatze gekreuzt werden. Die entstehenden Hybride heißen Safari-Katze und werden von der TICA als experimentelle Rasse registriert.

## Sonstiges
Der auf die Haltung und Züchtung von kleinen Tierrassen spezialisierte „Zoo der Minis“ in der sächsischen Stadt Aue-Bad Schlema hält seit dem Jahr 2005, neben anderen Zoos, Kleinfleckkatzen.